# ثبت‌نام رای‌دهندگان در ایالات متحده

نقشه ناحیه کلمبیا، ایالت‌ها و مناطقی در ایالات متحده که برای رای دادن نیاز به ثبت نام رای‌دهندگان دارند:
ثبت‌نام رای‌دهندگان برای انتخابات‌های ایالتی و فدرال الزامی است.
ثبت‌نام رای‌دهندگان برای انتخابات‌های ایالتی و فدرال الزامی نیست، هرچند ممکن است برخی از انتخابات‌های شهرهای محلی ثبت‌نام رای‌دهندگان را الزام کنند.

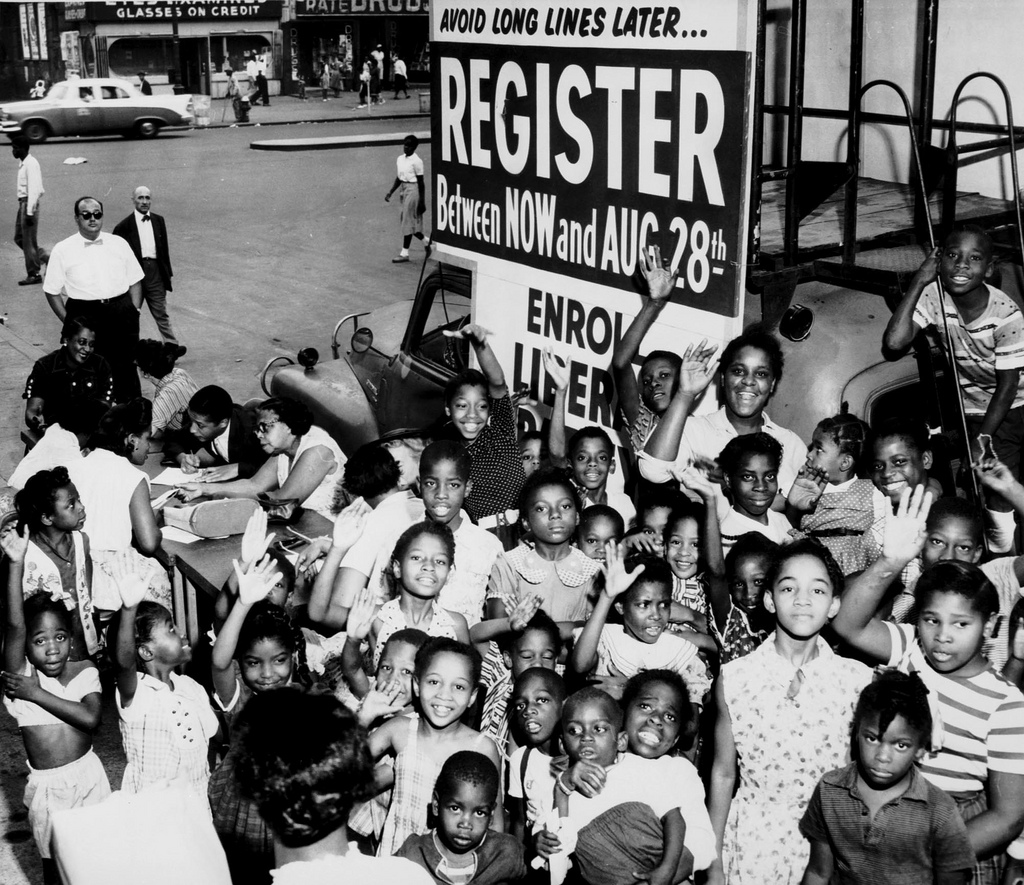
گروهی از کودکان آفریقایی آمریکایی برای ثبت‌نام رأی‌دهندگان دور یک تابلو و غرفه جمع شده‌اند. اوایل دهه ۱۹۶۰.

ثبت‌نام رای‌دهندگان در ایالات متحده برای رای دادن در انتخابات فدرال ، ایالتی و محلی در ایالات متحده الزامی است. تنها استثنا داکوتای شمالی است. هرچند شهرهای داکوتای شمالی ممکن است رای‌دهندگان را برای انتخابات شهر ثبت نام کنند. ثبت نام رای‌دهندگان در بسیاری از ایالت‌ها در سطح شهرستان و در چند ایالت در سطح شهرداری  انجام می‌شود. اکثر ایالت‌ها تاریخ قطعی برای ثبت نام رأی‌دهندگان و به‌روزرسانی جزئیات تعیین می‌کنند که از ۲ تا ۴ هفته قبل از انتخابات متغیر است. در حالی که یک‌سوم ایالت‌ها ثبت‌نام رای‌دهندگان را همان روز انتخابات انجام می‌دهند که به شهروندان واجد شرایط امکان می‌دهد تا در روز انتخابات یا قبل از آن ثبت‌نام خود را انجام دهند یا آن را به‌روز کنند.
1. ↑  "The Voter's Self Defense System". Vote Smart. Retrieved August 31, 2017.